# Xanthocercis zambesiaca
Espèce
Classification phylogénétique
Synonymes
- Pseudocadia zambesiaca (Baker) Harms
- Sophora zambesiaca Baker

Xanthocercis zambesiaca, l’arbre nyala ou mshatu, est une espèce de plantes à fleurs de la famille des Fabaceae (légumineuses). C'est un arbre originaire des régions subtropicales méridionales de l'Afrique. On le trouve dans les vallées fluviales basses et saisonnières du Botswana, du Malawi, du Mozambique, de l'Afrique du Sud, de la Zambie et du Zimbabwe.

## Habitat
Les arbres « nyala » sont des phréatophytes qui indiquent la présence d'eau souterraine. Ils poussent sur des alluvions ou des termitières où ils ont accès à une humidité abondante et à un sol profond et fertile. Ils sont rares dans l'est du lowveld de l'Afrique australe, mais sont plus prolifiques dans la vallée du Limpopo (fleuve) et le long de la rivière Shashe, où ils sont connus sous le nom d'arbres « mshatu ».

## Utilisation
Le feuillage et les fruits, qui mûrissent en automne et en hiver, fournissent de la nourriture à divers vertébrés.
Le bois d'un arbre nyala peut être travaillé, finissant avec un aspect lisse, mais irrite le nez et la gorge au passage.
Les plantes de ce genre accumulent dans leurs feuilles de l'acide hydroxypipécolique et des iminosucres.

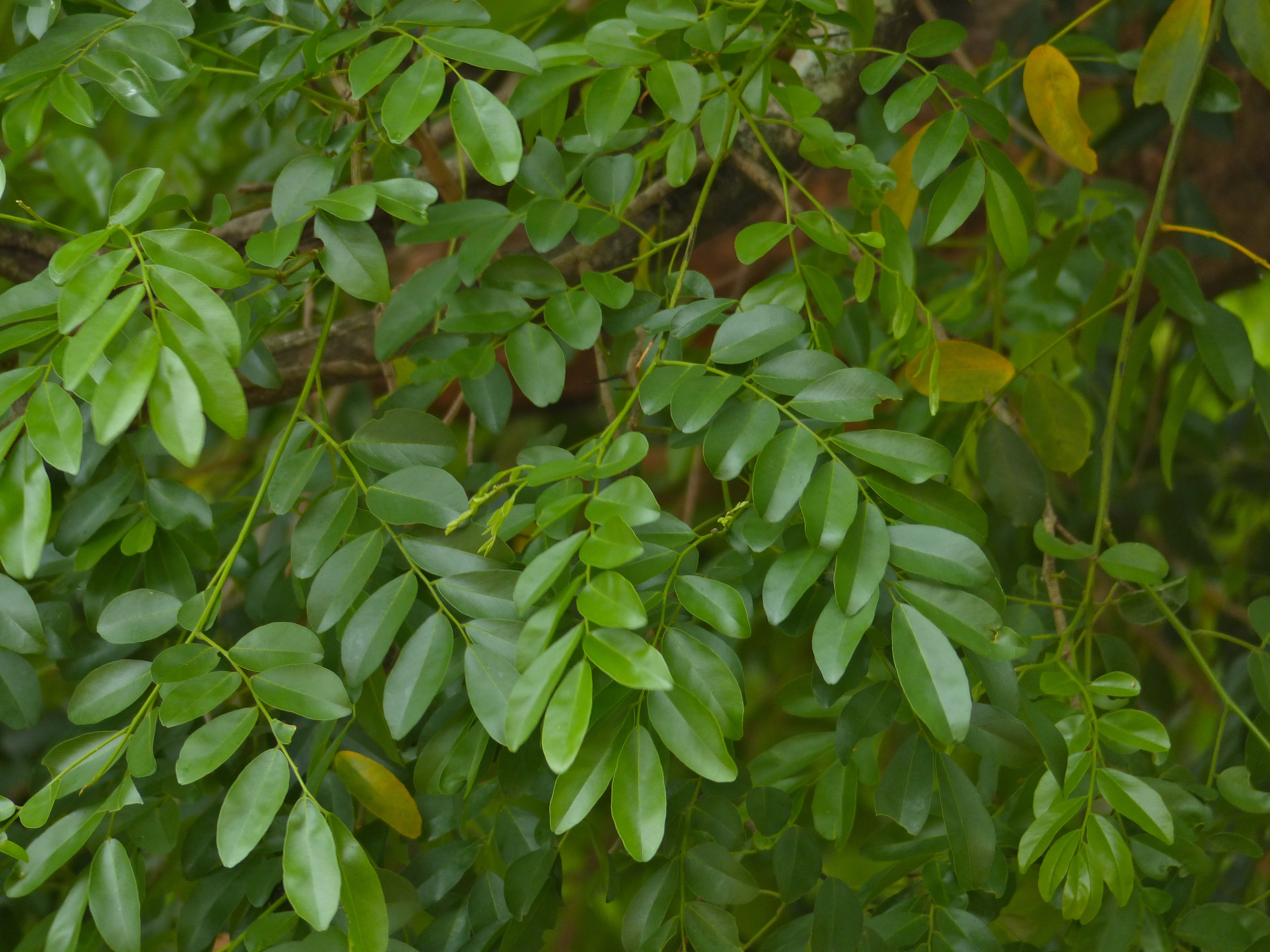
feuilles imparipennées
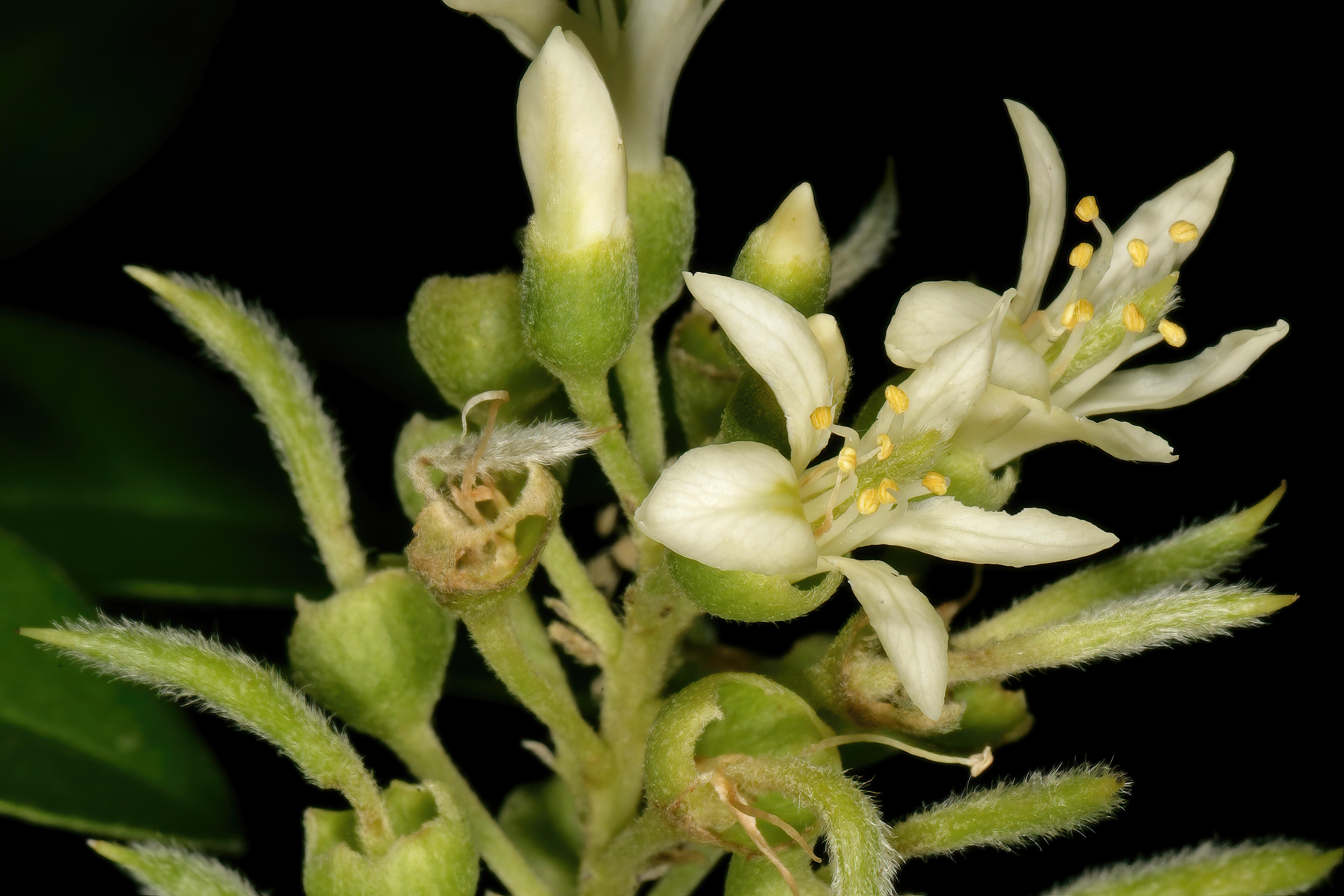
fleurs en gros plan
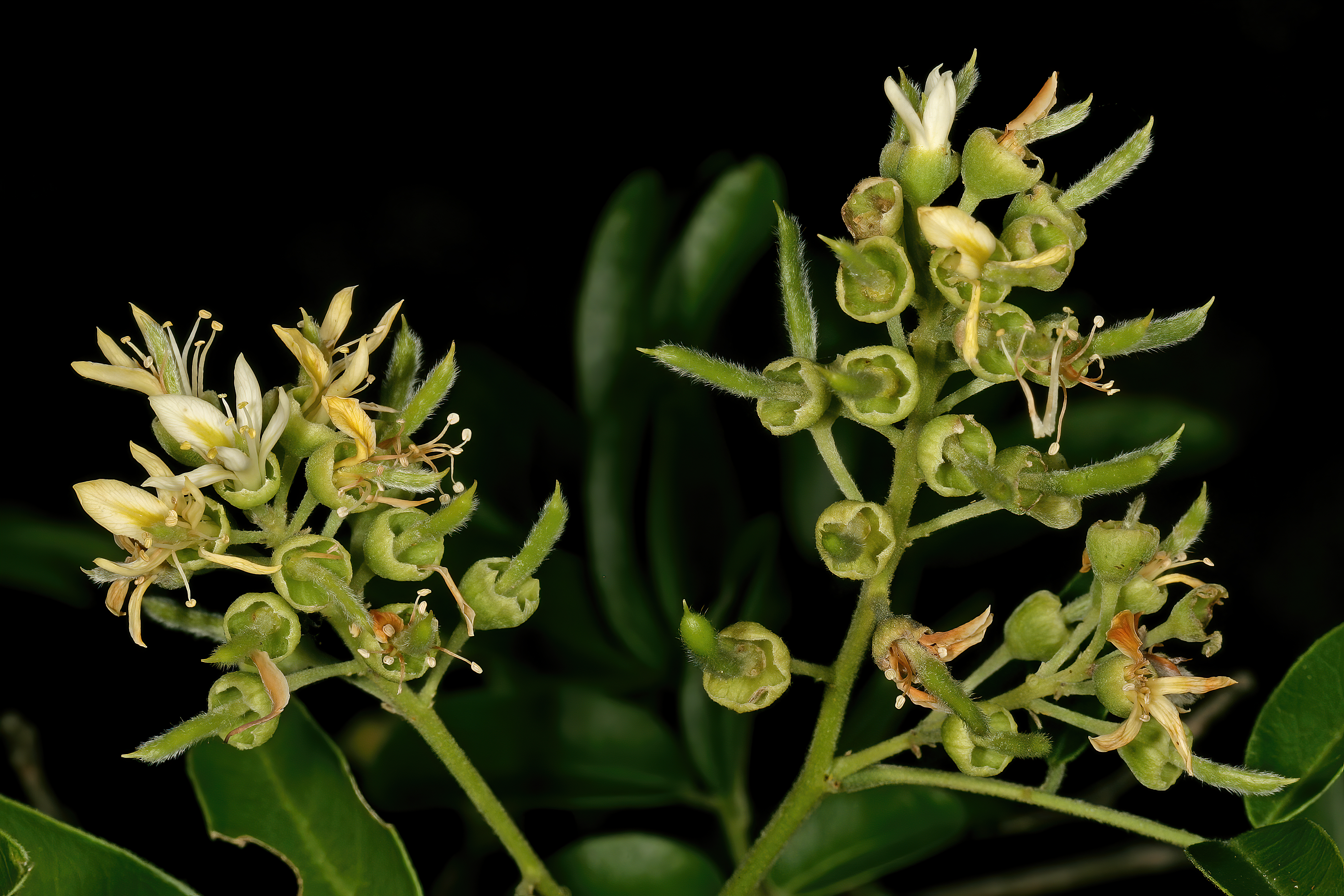
inflorescences avec des fruits verts
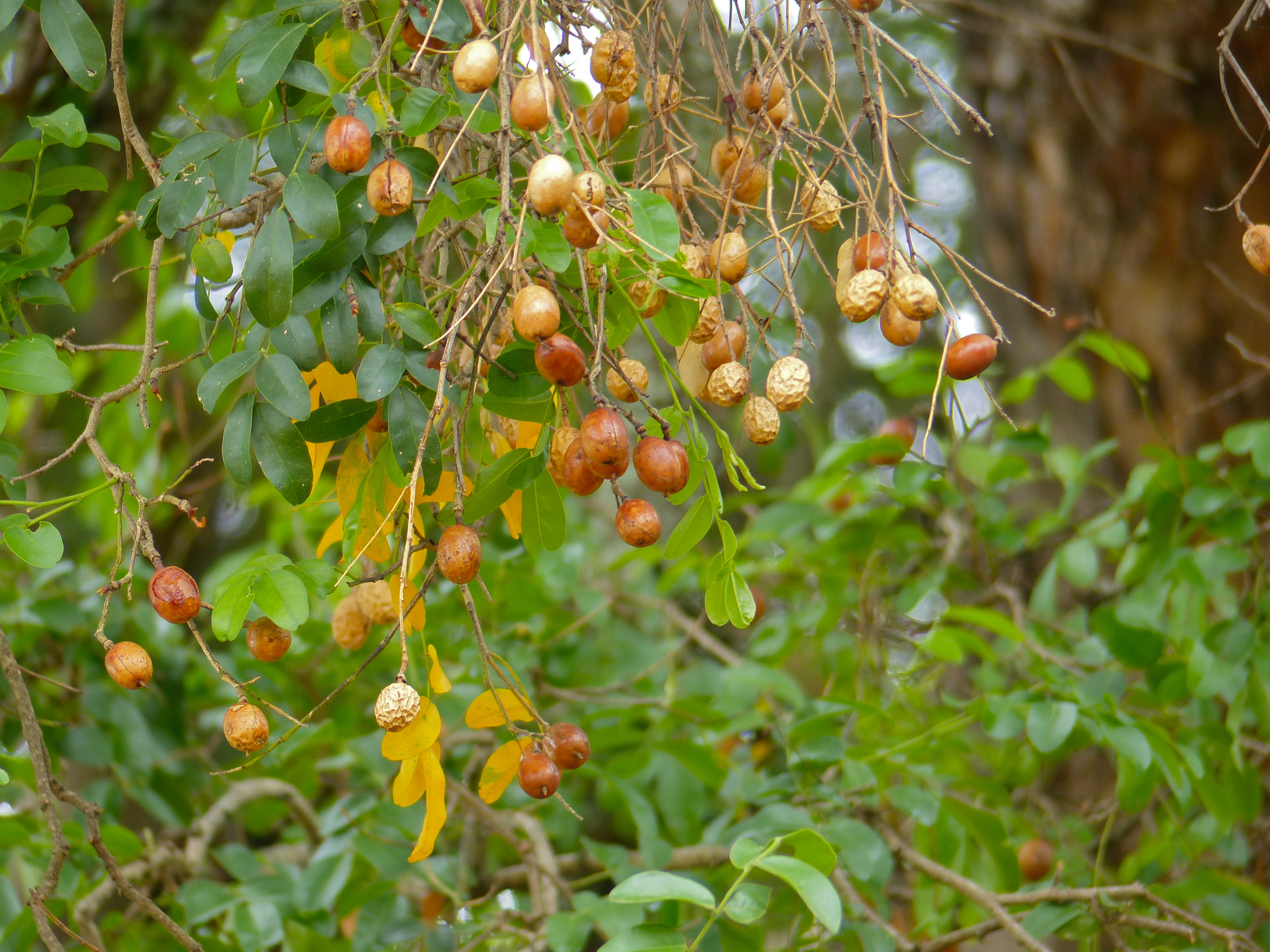
les fruits sont des drupes